# エイトビート
「エイトビート」は、日本のロックバンド、ザ・クロマニヨンズの4枚目のシングルである。
2008年5月21日、自身のレーベルHAPPY SONG RECORDSからリリースされた。

## 解説
- 初回生産限定盤には、ザ・クロマニヨンズのレコーディング・ドキュメンタリー映像第2弾!が収録されたDVDが付いている。
- 表題曲は3rdアルバム『FIRE AGE』、カップリング曲は『20 FLAKES 〜Coupling Collection〜』に、それぞれ収録されている。
- 2012年には、ザ少年倶楽部プレミアムで渋谷すばる（元関ジャニ∞）とのコラボセッションが実現した[1]。
- 当初はノンタイアップだったが、発売から8年後の2016年にモスバーガー「ニッポンのハンバーガー『モスライスバーガー焼肉』篇」のCMソングとして起用された[2]。

## 収録曲
1. エイトビート
（作詞・作曲:甲本ヒロト）
2. ヒャクレンジャー
（作詞・作曲:甲本ヒロト）
3. レッツゴー宇宙
（作詞・作曲:真島昌利）

## 参加アーティスト
- 甲本ヒロト
- 真島昌利
- 小林勝
- 桐田勝治